# Náhuatl central

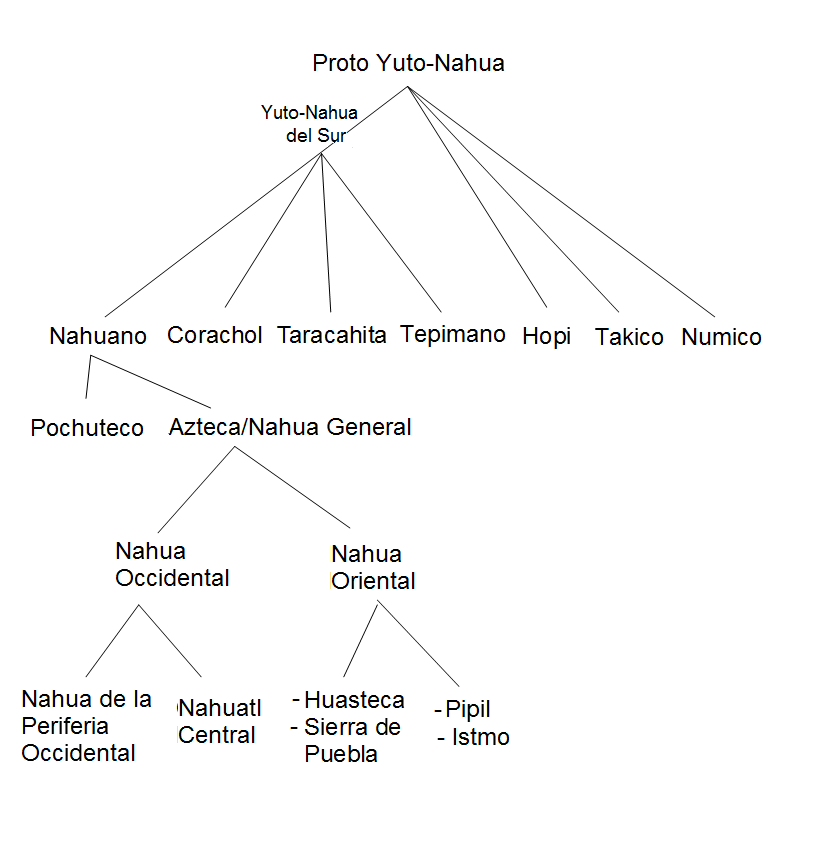
Posición del náhuatl central en el esquema general

Náhuatl Central es la denominación de una rama de la subdivisión del Náhuatl Occidental, que agrupa las variantes que se han desarrollado en la Ciudad de México y el Estado de México, conocida como zona nuclear del náhuatl y en los estados vecinos donde fue adoptado como Morelos o Puebla. Generalmente el náhuatl central era clasificado por regiones, se hablaba del Valle de México, de la zona Tlateputzca (Tlaxcala y Puebla) y del náhuatl del estado de Morelos. Gracias a los estudios dialectológicos ahora se sabe que se divide en las siguientes variantes, así clasificado por el INALI:
- Mexicano del centro alto, es el que tiene más relación histórica y filológica con el Náhuatl clásico (que es clasificado aparte), este es el de la delegación de Milpa Alta, y de los municipios mexiquenses de Acolman, Coyotepec, Huehuetoca, Nextlalpan, Tecámac, Teoloyucan, Texcoco, Tezoyuca y Tultepec.

- Mexicano del centro, se habla en el norte del Estado de México en los municipios de Nicolás Romero, Tianguistengo y Xalatlaco.

- Mexicano del oriente central o Náhuatl tlaxcalteca, es la lengua de los hablantes de Tlaxcala, se considera independiente del habla de los de Puebla, aunque comparten un alto grado de inteligibilidad.

- Mexicano centro de Puebla, es el hablado en Cholula, Atlixco, Puebla y zonas aledañas.

Ethnologue denomina “náhuatl central“, con código nhn, a las variantes del Altiplano junto con el de Tlaxcala, reconociendo hablantes en las poblaciones de Santa Ana Tlacotenco, Coyotepec, Texcoco, Xalatlaco, Santa Ana Chiautempan, Contla de Juan Cuamatzi, Amozoc, entre otras localidades. Sólo considera aparte a la variante central de Puebla a la que le asigna el código ncx y al náhuatl clásico (como extinto) con código nci.
- El Náhuatl de Morelos (llamado por el Inali mexicano de Tetela del volcán) según Karen Dakin está dividido en cuatro variantes.[2]
- El náhuatl del noreste central o "Náhuatl de la sierra Norte de Puebla" o simplemente "Náhuatl del Norte de Puebla" con el código ISO ncj. Además de las variantes del centro y del sur del país, Canger propuso en 1980 que este Náhuatl también era una derivación de la rama central, reconocido igualmente de esta manera por Lastra, Ethnologue y Glottolog.

- El náhuatl de Guerrero, Una Canger (1980) y Yolanda Lastra (1986) consideraron que también debía clasificarse dentro del náhuatl central pero Karen Dakin (2003)mediante el estudio de isoglosas establece que pertenece más bien a las variantes orientales y no centro-occidentales junto con el náhuatl de Ometepec. Excepto las variantes del norte de Guerrero, que son la de Tlamacazapa y la de Coatepec Costales, son clasificadas como lenguas de la periferia occidental.

- El Náhuatl de Zongolica por mucho tiempo también se consideró como una variante central, sin embargo al igual que el náhuatl de Guerrero es parte de las variantes orientales, con una gran influencia del náhuatl del Istmo.

Al hablar de la zona nuclear también es necesario mencionar la variante de Temascaltepec denominado por el INALI como “mexicano del centro bajo”, también llamado náhuatl de Temascaltepec , con código ISO 639-3 nhv de Ethnologue. Aunque esta variante no se relaciona con los dialectos centrales, sino con los occidentales.
La lengua Náhuatl es la principal lengua indígena hablada en México, las lenguas indígenas son parte de la herencia de México que enriquecen a la humanidad por medio de su cosmovisión, ya que la multiculturalidad ayuda a ver el desarrollo humano desde múltiples enfoques y tener respuestas a los problemas sociales.